# Raionul Stanîcino-Luhanske, Luhansk
Stanîcino-Luhanske (în ucraineană Станично-Луганський район, transliterat: Stanîcino-Luhanskîi raion) este un raion în regiunea Luhansk, Ucraina. Reședința sa este așezarea de tip urban Stanîcino-Luhanske.

## Demografie
Componența lingvistică a raionului Stanîcino-Luhanske
     Rusă (85,06%)
     Ucraineană (14,17%)
     Alte limbi (0,17%)
Conform recensământului din 2001, majoritatea populației raionului Stanîcino-Luhanske era vorbitoare de rusă (85,06%), existând în minoritate și vorbitori de ucraineană (14,17%).